# Clădirea fostului gimnaziului pentru fete fondat de baroneasa Iulia von Heyking
Clădirea fostului gimnaziului pentru fete fondat de baroneasa Iulia von Heyking este un monument de arhitectură de însemnătate națională, amplasat pe str. Alexei Mateevici, 85 din Chișinău, în prezent se află într-o stare avansată de deteriorare.

## Istoric
Clădirea a fost ridicată în 1886, sau la începutul anilor 90 ai secolului al XIX-lea. ca reședință a procurorului și omului politic Victor Schmidt. În 1914, la șapte ani de la moartea primului său proprietar, a devenit sediul nou al gimnaziu pentru fete, clădirea fiind închiriată de baroneasă de la văduva fostului proprietar. În 1919, la un an după Unirea Basarabiei cu România, gimnaziul și-a pierdut dreptul la subvenția de stat. De atunci, principala sursă de venit pentru instituție a fost pensia soțului baroanei, Alexander von Heyking, participant la războiul ruso-turc din 1877-1878. Soții și-au investit aproape toate bunurile în dezvoltarea școlii. Datorită numărului în scădere de studenți dispuși să studieze în limba rusă, baroneasa a deschis cursuri de română în gimnaziu în 1927, care începând cu 1929 a primit o subvenție de stat. Școala a funcționat până în 1931, apoi a fost închisă și în clădire a fost deschis liceul public românesc „Alecu Donici”. La sfârșitul anilor '30 a fost o parte componentă a liceului industrial. În perioada sovietică aici s-a aflat sediul Sovietului Comisarilor Poporului ai RSSM, apoi, școala medie nr. 5. Edificiul a fost afectat de cutremurele din 1977 și 1986. În urma acestor seisme, a devenit nefuncțională și nu a mai fost utilizată din 1986.
La 3 decembrie 2009 clădirea deja în ruină a fost vândută Ambasadei Germaniei în Moldova pentru suma de 1,5 milioane euro printr-o decizie specială a parlamentului moldovenesc, în scopul unui construirii noului sediu al ambasadei. Cu toate acestea, până în 2020, nu au fost efectuate careva lucrări, drept urmare, clădirea a ajuns într-o stare dezastruasă, iar reconstrucția și adaptarea acesteia au rămas o chestiune de planuri, deși partea germană a făcut rezervări că intenționează să recreeze edificiul conform aspectului istoric al fostului gimnaziu.

## Descriere
Edificiul este construit în două etaje, ridicată pe un plan unghiular, cu o aripă alungită în adâncul parcelei. Fațada principală are o compoziție simetrică, soluționată în spiritul clădirilor pentru instruire tineretului studios. Imobilul are un aspect monumental, fațada fiind dominată de un portic din patru coloane a ordinului doric, partea superioară a căruia prezintă un balcon, care întrunește și dubla funcție de tribună în cazul festivităților școlare. Clădirea era construită din materiale de calitate, ușile aveau mânere din bronz, iar sobele erau din faianță.

## Galerie de imagini

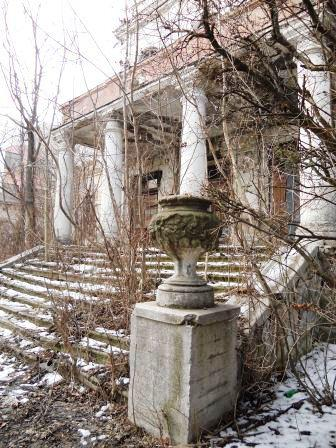
2013
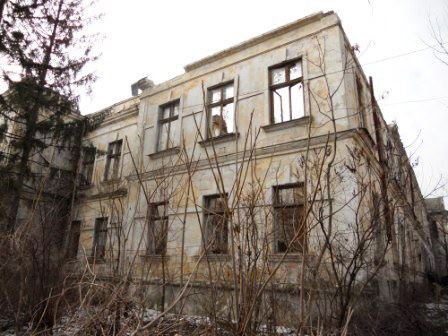
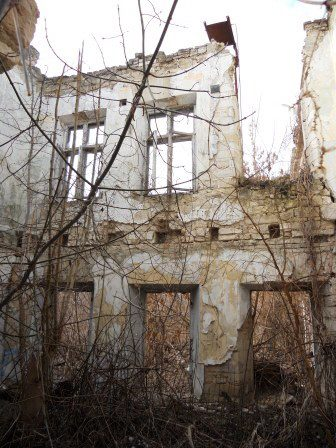
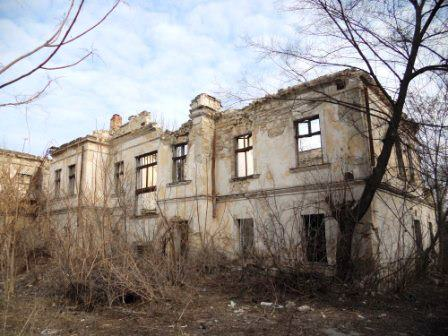
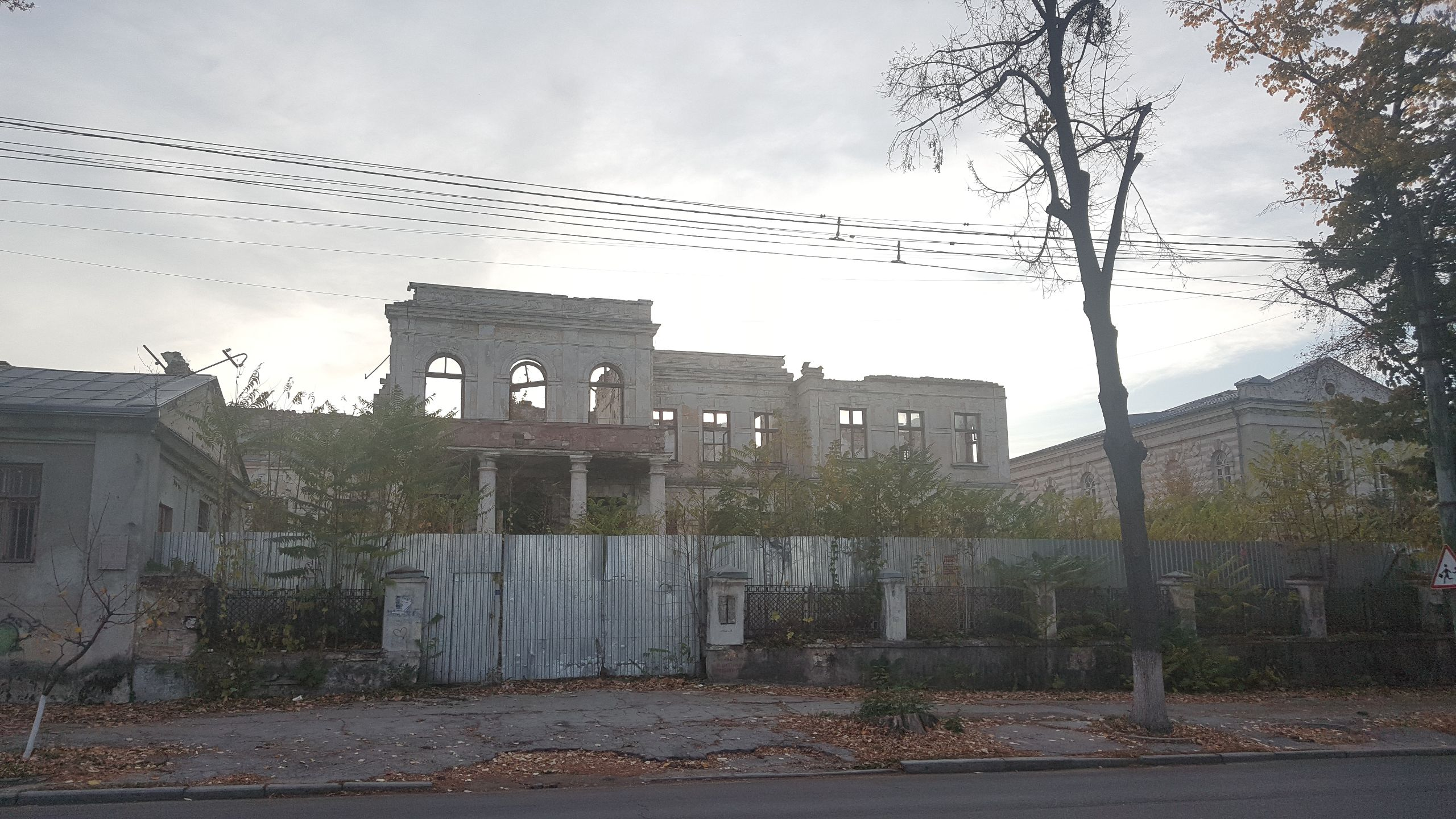
Starea edificiului în 2018.